# Paul Airiau
Paul Airiau est un historien français né en 1971 spécialiste de l'histoire religieuse contemporaine. Ses travaux portent sur la laïcité et le catholicisme intransigeant et apocalyptique des XIXe et XXe siècles jusque dans leurs développements actuels.
Il fait partie en 2019-2021 de l'équipe de chercheurs de la Commission indépendante sur les abus sexuels dans l'Église (Ciase). Il est chargé en 2024 de diriger une commission indépendante sur les abus dans l'institut traditionaliste des Dominicaines du Saint-Esprit.

## Biographie
Paul Airiau est diplômé de l'Institut d'études politiques de Paris (IEP) et agrégé d'histoire. Pensionnaire de la Fondation Thiers, il soutient en 2003 sa thèse sur le Séminaire français de Rome sous le supériorat d'Henri Le Floch,. Il enseigne au collège de la Grange-aux-Belles, un établissement d'enseignement prioritaire, et en classe préparatoire au lycée Chaptal. Il est également maître de conférence à l'IEP.
Marié et père de neuf enfants, Paul Airiau est membre de la communauté Aïn Karem sur laquelle il a publié une enquête sociologique dans un ouvrage collectif paru en 2017.

## Domaines de recherche

### Laïcité
Il fait paraître en 2005 Cent ans de laïcité française, ouvrage dans lequel il retrace l'histoire de la laïcité en France, nourrie de son expérience de professeur dans l'enseignement secondaire public,,. Il en interroge les soubassements qui n'impliquent aucune autorité supérieure, en rupture avec le catholicisme qui à ses yeux possède une « dimension presque structurelle de désaccord » avec la laïcité,. Il réaborde la question en 2008 au sujet des débats de la Commission Stasi en 2002-2003,.

### Catholicisme apocalyptique et intransigeant
Il publie en 2000 L’Église et l’Apocalypse, du XIXe siècle à nos jours dans lequel il interroge l'évolution des rapports Église-monde à travers un panorama des courants apocalyptiques et millénaristes qui parcourent le catholicisme français post-révolutionnaire jusqu'à la période actuelle. Il en perçoit la subsistance dans l'espérance en l'avènement de « la civilisation de l'amour », appelée de leurs vœux par les papes Paul VI et Jean-Paul II,.
Auteur en 2002 de L'antisémitisme catholique en France, aux XIXe – XXe siècles, il voit dans l'intégrisme catholique contemporain, principalement représenté par la Fraternité Saint-Pie X, un héritage de l'intransigeantisme du XIXe siècle, et dans le négationnisme de Richard Williamson une résurgence de l'antijudaïsme.
Selon lui, l'attrait qu'exercent les théories du complot sur certaines franges du catholicisme, notamment traditionaliste ou intégriste, est « la reviviscence permise par les réseaux sociaux d'un phénomène marginalisé dans le catholicisme occidental depuis le milieu des années 1960 » issu pour « une bonne partie de la tradition apocalyptique catholique depuis la fin du XVIIe siècle [qui] comporte l'idée d'un complot anticatholique, en s'appuyant notamment sur des révélations privées ».
Il participe en tant que catholique « défenseur de Vatican II » aux réunions du Groupe de réflexion entre catholiques (GREC), lieu de rencontre et de discussion destiné à servir une réconciliation entre Rome et la Fraternité Saint-Pie X.

## Travaux scientifiques dans le cadre de commissions indépendantes
Dans le cadre de la Commission indépendante sur les abus sexuels dans l'Église (Ciase), il participe sous la direction du sociologue Philippe Portier, aux côtés de l'historien Thomas Boullu et de la politologue Anne Lancien, aux travaux de recherche dans les archives de 31 diocèses et de 15 instituts religieux,,. Il prend part en novembre 2023 à un colloque international sur les violences sexuelles dans l’Église catholique,.
Il se voit confier en 2024 la direction d'une commission indépendante chargée d'étudier la question des abus dans l'institut traditionaliste des Dominicaines du Saint-Esprit,,.

## Ouvrages
- L’Église et l'Apocalypse du XIXe siècle à nos jours, Berg International, 2000, 208 p. (ISBN 978-2911289200)
- L'antisémitisme catholique en France, aux XIXe – XXe siècles, Berg International, 2002, 167 p. (ISBN 9782911289422, présentation en ligne)
- Cent ans de laïcité française : 1905-2005, Paris, Presses de la Renaissance, 2005, 285 p. (ISBN 978-2750900731)

En collaboration :
- Jean-Pierre Chantin (en) (dir.) et Paul Airiau, Les marges du Christianisme (en) : « sectes », dissidences, ésotérisme, Paris, Éditions Beauchesne, coll. « Dictionnaire du monde religieux dans la France contemporaine », 2001, 277 p. (ISBN 9782701014180)
- Paul Airiau et Régis Burnet, Da Vinci code : les coulisses d'une fiction, CLD, 2006, 175 p. (ISBN 9782854434866)
- Yves Ledure (dir.), Paul Airiau, Philippe Boutry, Jean-Yves Calvez et al., Catholicisme social et question juive : le cas Léon Dehon, 1843-1925, Desclée de Brouwer, 2009, 255 p. (ISBN 978-2-283-61064-0)
- Henri Desroche, Paul Airiau et Georges Nataf (préf. Émile Poulat), Dieux d'hommes : dictionnaire des messianismes et millénarismes du Ier siècle à nos jours, Berg international, 2009, 483 p. (ISBN 978-2-917191-31-6)
- Alain Corbin (dir.), Paul Airiau, Stéphane Audoin-Rouzeau, Jean-Paul Bertaud et al., Le triomphe de la virilité : le XIXe siècle, Paris, Éditions du Seuil, 2011, 493 p. (ISBN 978-2-02-097888-0)
- Philippe Portier (dir.), Paul Airiau, Thomas Boullu, Anne Lancien et al., Les violences sexuelles dans l’Église catholique en France (1950-2020) : une analyse sociohistorique, 5 octobre 2021, 612 p. (lire en ligne)